# Оперный фестиваль Россини
Не путать с проходящим в Германии фестивалем «Россини в Вильдбаде»
Оперный фестиваль Россини (итал. Rossini Opera Festival, сокр. ROF), или Пезарский оперный фестиваль — музыкальный фестиваль, посвящённый композитору Джоаккино Россини. Инициатором его проведения является Фонд Россини.
Проводится, начиная с 1980 года, ежегодно в августе в Пезаро — на родине композитора. Входит в Европейскую ассоциацию фестивалей. Представления часто проходят под открытым небом на главной площади города (Piazza del Popolo).

## История и деятельность
Фестиваль Россини первоначально управлялся непосредственно муниципалитетом Пезаро, получил самоуправление в 1985 году. Поддержку фестиваля осуществляют муниципалитет Пезаро, провинция Пезаро-э-Урбино, фонд Cassa di Risparmio di Pesaro, фонд Скаволини и банк Banca dell'Adriatico.
Первый сезон 1980 года открылся 28 августа в Театре Россини оперой «Сорока-воровка» в постановке Джанандреа Гаваццени при участии Фонда Россини и сотрудничестве с издательством Casa Ricordi под кураторством Альберто Дзедды, который 3 сентября поставил в зале Auditorium Pedrotti «Счастливый обман» с участием Сесто Брускантини и Энцо Дара.
Итальянский парламент 13 августа 1993 года единогласно одобрил специальный закон № 319, который гарантирует поддержку Оперного фестиваля Россини, признавая его органом, ответственным за восстановление и возрождение произведений Джоакино Россини как неотъемлемой части итальянского культурного наследия.
Оркестром, сопровождающим фестиваль, является Муниципальный театр Болоньи, хоровые исполнения обычно поручаются Пражскому камерному хору под управлением Любомира Матла. С 2017 года фестиваль Россини сотрудничает с Национальным симфоническим оркестром Итальянского радио, а хоровые партии возложены на хор Театра Вентидио Бассо из Асколи-Пичено под управлением маэстро Джованни Фарина и хор Teatro della Fortuna Mezio Agostini под управлением дирижёра-женщины Мирки Роскиани.
С 2006 года представления фестиваля проводятся, как традиционно Театре Россини в Пезаро, так и на двух других площадках: на арене Vitrifrigo Arena и театре имени Олимпи Пелисье (вторая жена Джоаккино Россини). В последующие годы, в связи с увеличением количества представлений, возникла необходимость использовать концертные залы Консерватории Пезаро имени Джоакино Россини, Экспериментального театра и новый зал Скаволини на берегу моря.
Оперный фестиваль Россини самого начала фестиваль привлекал ряд крупных певцов, в их числе: Мэрилин Хорн, Монтсеррат Кабалье, Руджеро Раймонди, Сэмюэль Рэми и Хуан Диего Флорес (художественный руководитель фестиваля с 2021 года).
Фестивальный сезон 2020 года отменили из-за пандемии COVID-19.